# Englands och Wales fyrtio martyrer
Englands och Wales fyrtio martyrer betecknar en grupp om fyrtio kristna martyrer vilka helgonförklarades av påve Paulus VI den 25 oktober 1970. De fyrtio personerna led martyrdöden i England och Wales mellan 1535 och 1679.

## Lista över martyrerna
- John Almond
- Edmund Arrowsmith
- Ambrose Barlow
- John Boste
- Alexander Bryant
- Edmund Campion
- Margaret Clitherow
- Philip Evans
- Thomas Garnet
- Edmund Gennings
- Richard Gwyn
- John Houghton
- Philip Howard
- John Jones
- John Kemble
- Luke Kirby
- Robert Lawrence
- David Lewis
- Anne Line
- John Lloyd
- Cuthbert Mayne
- Henry Morse
- Nicholas Owen
- John Payne
- Polydore Plasden
- John Plessington
- Richard Reynolds
- John Rigby
- John Roberts
- Alban Roe
- Ralph Sherwin
- Robert Southwell
- John Southworth
- John Stone
- John Wall
- Henry Walpole
- Margaret Ward
- Augustine Webster
- Swithun Wells
- Eustace White